# サスペリアPART2
『サスペリアPART2』（原題：Profondo Rosso、英題：Deep Red）は、1975年公開のイタリアのダリオ・アルジェント監督によるミステリー映画である。邦題は日本独自のもので、『サスペリア』の続編ではない。また本作は『サスペリア』（1977年）より前に製作されたが、日本では公開が『サスペリア』よりあとになった（日本公開は1978年）。邦題がこのようになったのは、同じアルジェント監督作であり、日本でヒットした『サスペリア』に便乗した興行的事情のためである（後述）。
後年発売された日本版DVDでは、『サスペリアPART2/紅い深淵』という原題を訳した副題がついた版もある。

## 概要
前作『ビッグ・ファイブ・デイ』でコメディを手がけたアルジェント監督が、再びジャッロ映画に戻り創り上げた。本作のストーリーの鍵となる視覚トリック（画面に真犯人が映し出されているにもかかわらず、それとわからない）は高く評価されており「映画秘宝EX最強ミステリ映画決定戦」での「ミステリ映画オールタイム・ベスト10」でも第1位に選出された。“重要なものを見ているのにもかかわらず見過ごしている”というトリックは、初監督作品『歓びの毒牙』でも用いられている。音楽はのちにアルジェント作品の常連となるゴブリンが初めて手掛ける。日本公開版ではピアノの連弾シーンやより詳細な人間関係描写などがカットされていたが、のちに完全版が公開された。

## ストーリー
あるクリスマスの夜、レコードから子供の歌が流れるなか、殺人が行われる。
それから数十年後、欧州超心霊学会でテレパシーの持ち主であるヘルガ・ウルマンの講演が行われていた。彼女は聴衆の一人がポケットに鍵を持っていることや、名前を言い当てるなどして聴衆を驚かせた。しかし突然彼女は苦しみだし、悲鳴を上げ、「聴衆の中にかつて人を殺した邪悪な者がいるのを感じた。そしてその者は再び人を殺す」と発言する。彼女が叫ぶ中、聴衆の中の一人がその場を立ち去る。
その晩ヘルガはアパートに戻り電話をしていたが、どこからともなく子供の歌が聞こえてきた。そしてドアの呼び鈴が鳴る。彼女はドアの前で異様な殺気を感じるが、その瞬間ドアが開き、大きな包丁が彼女に振り下ろされた。
同時刻、アメリカ人ピアニストで作曲家のマークは友人のカルロと出会い雑談していたところ、彼女の悲鳴を聞く。カルロと別れアパートに戻ろうとしたその時、アパートの窓越しにヘルガが殺されるのを目撃してしまう。急いでマークは彼女の部屋へと向かう。部屋に入り、異様な絵が多く飾られた廊下を通った奥に、息絶えたヘルガが倒れていた。窓から外を見ると黒いコートを着た者が逃げていくのを見る。またそこには店から出たカルロの姿もあった。
警察が部屋を調べている中、マークは廊下に並べられた絵が一つ無くなったことに気づく。そこに女性新聞記者ジャンナが現れ、警察との会話の中、マークの写真を撮り、翌日の新聞に掲載した。犯人に自分が姿を見たことを知られたと思ったマークは事件の真相を探り始める。
マークはカルロの家を訪れ、カルロの母親と会うが、カルロから事件の調査をやめるよう警告される。ある夜、子どもの歌声と「お前を殺す」という発言を聞いたマークは、歌の正体を知るべく『近代の幽霊と暗黒伝説』という本の著者に会いに行くが、その人物はすでに死亡していた。この本には子どもの歌が聞こえる幽霊屋敷のことが載っており、その場所を訪れたマークは、クリスマスツリーをバックに子どもが男をナイフで刺している絵を見つける。その夜、マークは同じ屋敷を訪れた際に何者かの襲撃を受け、ジャンナに助けられる。意識を取り戻したマークは、彼女と2人でレオナルド・ダ・ビンチ学校の資料保管室を訪れ、その中に屋敷の中にあったものと同じ絵を見つけ、さらにそこに記された名前を見つける。ジャンナは電話を掛けにその場を離れたところ、何者かの襲撃を受ける。さらにそこへカルロが現れ、駆け付けたマークに向けて銃を突きつける。ジャンナは警察に救出され、カルロは警察と争った末に死ぬ。残されたマークはヘルガの部屋からなくなった絵について思案した後、ヘルガの部屋を訪れ、なくなったのは絵ではなく犯人が映った鏡だったことに気づく。そこへ、犯人が姿を現す。
犯人はカルロの母親だった。彼女は昔あの屋敷で夫とカルロの3人で暮らしていたがクリスマスの晩、精神的に病んでいた彼女は夫から病院へいくことを勧められる。だがそれを認められない彼女はカルロの目の前で夫を殺害、そのことを隠ぺいするため、夫の遺体と共に部屋の窓と扉を埋めたのだった。
彼女はマークにも斧を振り上げ襲いかかってくるが、もみ合った拍子にネックレスがエレベーターの柵にひっかかり、身動きがとれなくなる。マークはとっさにエレベーターのスイッチを押した。動きだしたエレベーターに引き込まれ、彼女の首は切断されたのだった。

## スタッフ
監督：ダリオ・アルジェント
製作：クラウディオ・アルジェント
脚本：ダリオ・アルジェント、ベルナルディーノ・ザッポーニ
撮影：ルイジ・クヴェイレル
音楽：ジョルジオ・ガスリーニ、ゴブリン
日本語字幕：清水俊二（1978年日本劇場公開版）、浅野恵子（完全版&劇場公開版）

## キャスト
| 役名                       | 俳優                     | 日本語吹替                                     | 日本語吹替           |
| 役名                       | 俳優                     | TBS版                                          | DVD版                |
| -------------------------- | ------------------------ | ---------------------------------------------- | -------------------- |
| マーカス・デリー（マーク） | デヴィッド・ヘミングス   | 仲村秀生                                       | 金尾哲夫             |
| ジャンナ・ブレッチィ       | ダリア・ニコロディ       | 北浜晴子                                       | 宮寺智子             |
| カルロ                     | ガブリエレ・ラヴィア     | 高山栄                                         | 古澤徹               |
| ヘルガ・ウルマン           | マーシャ・メリル         | 谷育子                                         | 定岡小百合           |
| カルロの母親（マーサ）     | クララ・カラマイ         | 高村章子                                       | 紗ゆり               |
| オルガ                     | ニコレッタ・エルミ       | 横沢啓子                                       | 桑島美由生           |
| カルカブリーニ警部         | エロス・バーニ           | 沖田弘二                                       | 青山穣               |
| ジョルダーニ教授           | グラウコ・マウリ         | 麦人                                           | 石井隆夫             |
| ヴァルゴイ                 | フランコ・ヴァッカロ     | 平林尚三                                       |                      |
| バルディ                   | ピエロ・マッジンギ       | 国坂伸                                         | 樫井笙人             |
| マッシモ・リッチ           | ジェラルディン・フーパー | 山口健                                         | 吉田孝               |
| アマンダ・リジェッティ     | ジュリアーナ・カランドラ | 青山淑子                                       |                      |
| エルヴィラ                 | リアナ・デル・バルツォ   | 沼波輝枝                                       |                      |
| ロディ                     | フリオ・メニコーニ       | 山本廉                                         |                      |
| 神父                       |                          | 伊井篤史                                       |                      |
| アナウンサー               |                          | 長克巳                                         |                      |
|                            |                          |                                                |                      |
| 演出                       |                          | 早坂仁                                         | 多部博之             |
| 翻訳                       |                          | 磯村愛子                                       | 笹部祐三子           |
| 調整                       |                          | 遠西勝三                                       |                      |
| 効果                       |                          | 新音響                                         |                      |
| プロデューサー             |                          | 熊谷国雄                                       |                      |
| 解説                       |                          | 荻昌弘                                         |                      |
| 制作                       |                          | ニュージャパンフィルム                         | コスモプロモーション |
| 初回放送                   |                          | 1980年10月6日 『月曜ロードショー』 21:00-22:54 |                      |

- TBS版：BDに劇場公開版本編の日本語吹替として収録
  - 放映時タイトル『サスペリア2　約束！決してひとりでは見ないで下さい』
- DVD版：BDに完全版本編の日本語吹替として収録

## 日本での『サスペリアPART2』と『サスペリア』
本作は『サスペリア』の前に作られたにもかかわらず、日本公開に際しては、同じアルジェント監督作ということで2作目という扱いを受けた（本作の初公開は1975年だが、日本公開は1978年）。ストーリーやキャラクターなど内容には全く関連性がない。また、『サスペリア』がオカルト的要素をもったホラー作品であるのに対し、本作は冒頭に霊能力者が登場する点をのぞいては、超自然的な要素は無い。理由としては本作が『サスペリア』より後に輸入されたことと、配給会社が『サスペリア』のヒットを受け、『サスペリア』の続編として公開したほうが売れると考えたためである。これについては監督本人も驚いたとのことである。ちなみに、冒頭で殺される女性霊能者ウルマン（その能力は本物らしく設定されているので、本作の唯一の超自然的設定である）がドイツ人（『サスペリア』の舞台はドイツ）という点だけが僅かな関連性となっている。
その後、実際に『サスペリア』続編である『インフェルノ』『サスペリア・テルザ 最後の魔女』2作品が後に制作・公開されており、それぞれの作品に登場する魔女が三姉妹という設定であることから、公式に『魔女三部作』と呼称されている。
本作公開時のキャッチフレーズは「約束です！決してひとりでは見ないでください」であった。
日本ではそういった経緯があり、数量限定で2本がセットになったDVD-BOXが販売された。
コンピュータゲーム開発者の坂本賀勇は、本作の演出の斬新さにひかれ、オマージュとして『ファミコン探偵倶楽部PartII うしろに立つ少女』を開発した。

## その他
- 劇中犯人の黒手袋をはめた手が出てくるが、これは監督のダリオ・アルジェント本人の手である。殺害シーンは全てダリオ・アルジェントが受け持った。

## ギャラリー

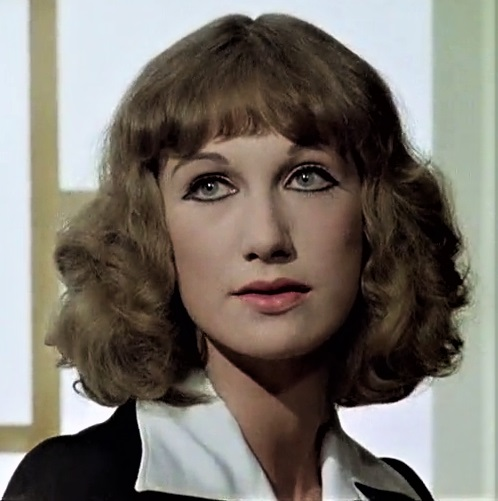
ジャンナ（ダリア・ニコルディ）
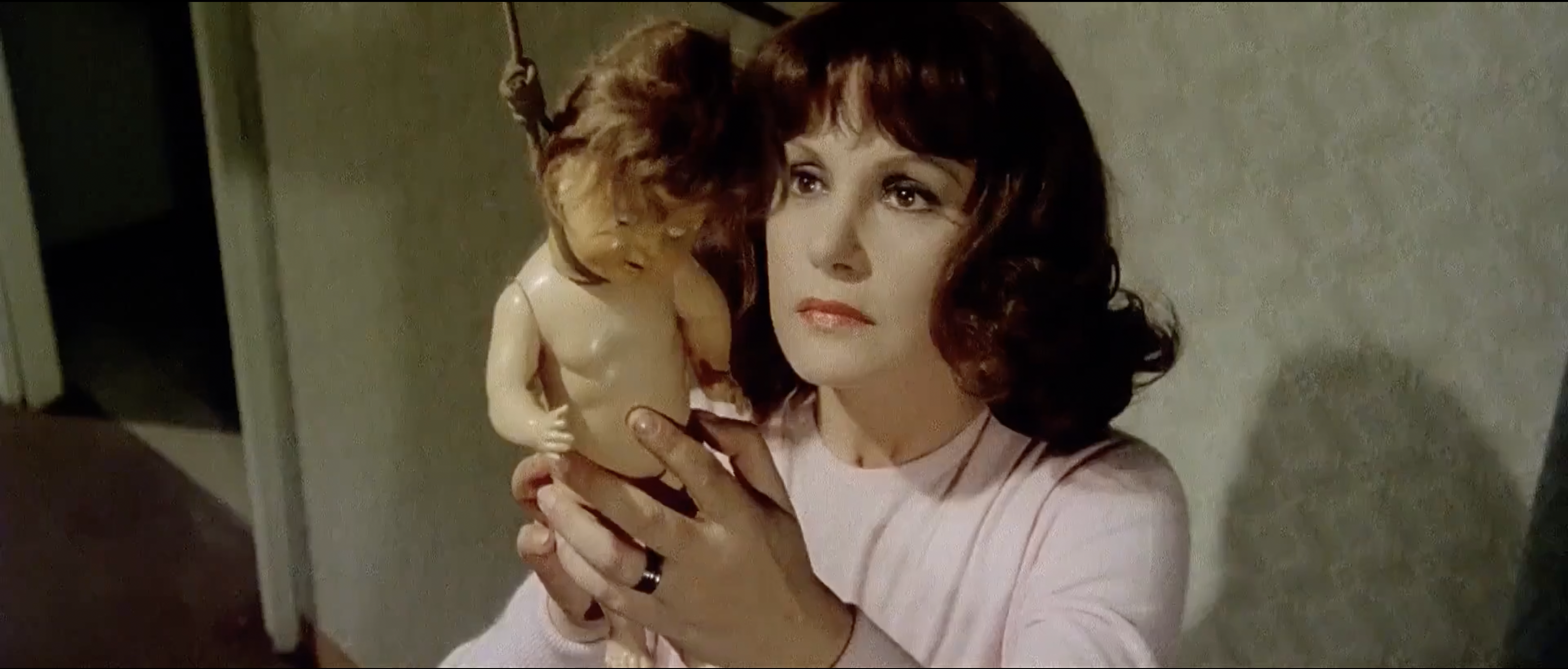
アマンダ（ジュリアーナ・カランドラ）
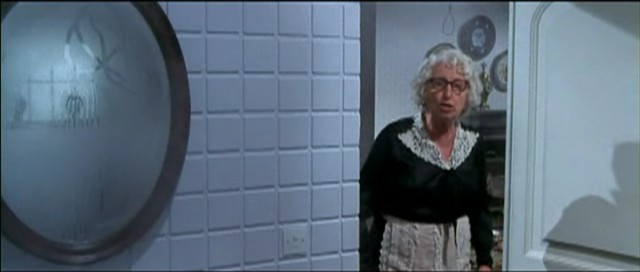
エルヴィラ（リアナ・デル・バルツォ）

## 主な使用車両
- ランチア・ベータベルリーナ - マークが捜査のために使用。
- フィアット・500 2代目 - ジャンナの愛車。サンルーフ付き。
- アルファロメオ・1750/2000セダン - 警察車両として登場。